# Aleuron iphis
Aleuron iphis is een vlinder uit de familie van de pijlstaarten (Sphingidae). De wetenschappelijke naam van de soort werd in 1856 gepubliceerd door Francis Walker.

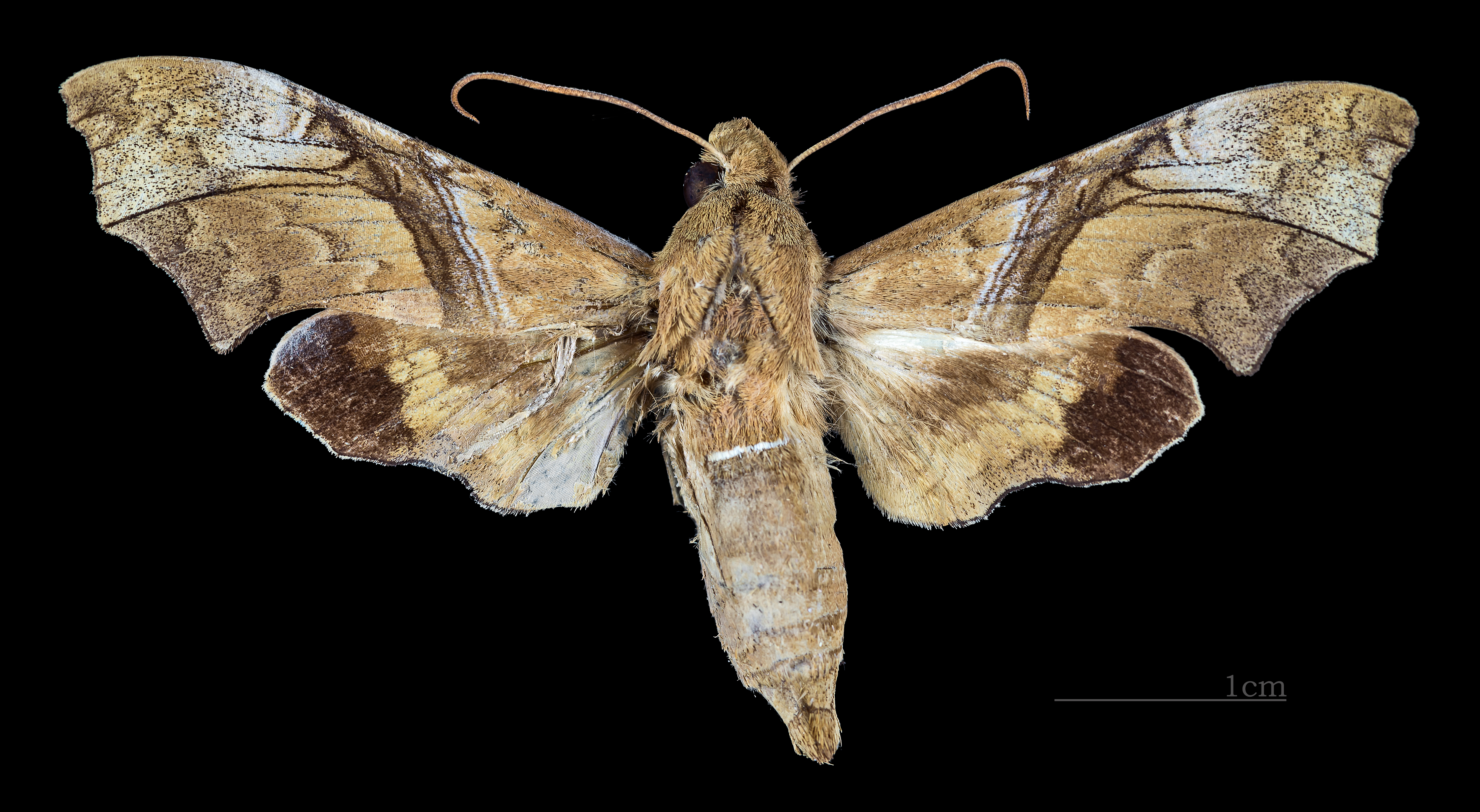
Aleuron iphis ♀
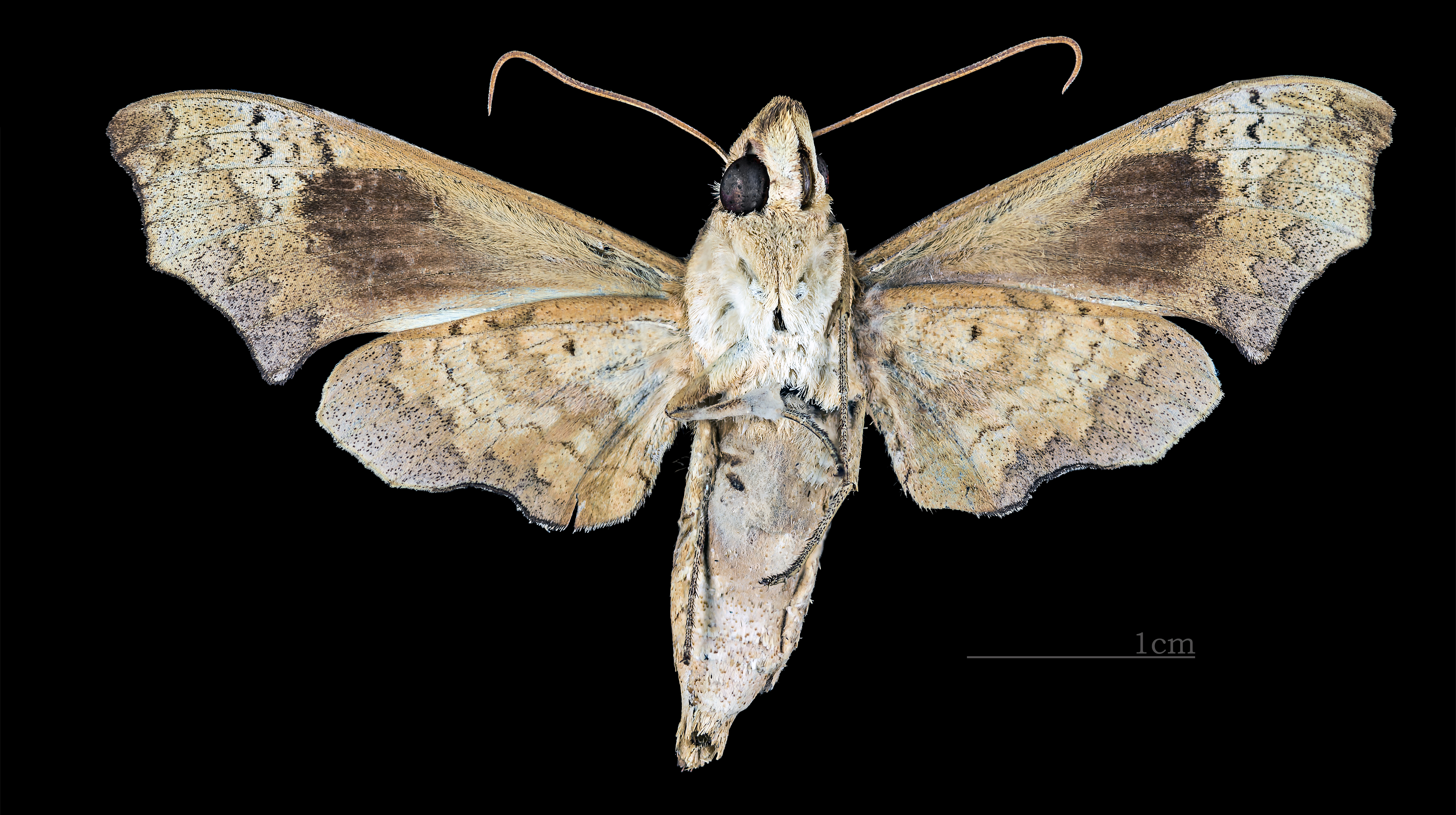
Aleuron iphis ♀ △